# Jaylen Barford
Pour les articles homonymes, voir Barford.
Jaylen Barford, né le 23 janvier 1996 à Jackson dans le Tennessee, est un joueur américain de basket-ball. Il évolue au poste de meneur.

## Biographie

### Carrière universitaire
En 2014, il rejoint le Motlow State Community College (en) au Tennessee où il a des moyennes de 20,6 points, 7,1 rebonds, 5,1 passes décisives et 2,4 interceptions par match pour sa première année universitaire. Il est nommé dans la All-TCCAA First Team.
Pour sa seconde, il est le meilleur marqueur de tous les joueurs universitaires de deuxième année avec 26,2 points par match. Il est le meilleur joueur de deuxième année quand il est transféré en 2016 à l'université de l'Arkansas.
Pour sa première année avec les Razorbacks de l'Arkansas, Barford a des moyennes de 12,8 points, 3,8 rebonds et 2 passes décisives par match. À la fin de la saison 2016-2017, il décide de quitter l'équipe et se présenter à la draft 2017 de la NBA mais il revient sur sa décision et retourne à Arkansas.
Le 30 décembre 2017, Barford marque 28 points (son meilleur total à l'université) dans la victoire après prolongation contre les Volunteers du Tennessee tout comme son coéquipier sur à l'arrière Daryl Macon qui bat son record de points avec 33 unités. Le 17 janvier 2018, Barford renouvelle sa performance dans la défaite 88 à 73 chez les Gators de Floride. Pour sa dernière année universitaire, il a des moyennes de 17,9 points et 3,9 rebonds par match. À la fin de la saison régulière 2017-2018, il est nommé dans la First Team All-SEC.
Après la saison, il est invité au Portsmouth Invitational Tournament (en) et remporte le titre de MVP du tournoi avec une moyenne de 19,3 points par match.

### Carrière professionnelle
Le 21 juin 2018, lors de la draft 2018 de la NBA, automatiquement éligible, il n'est pas sélectionné. Il participe à la NBA Summer League 2018 de Las Vegas avec les Timberwolves du Minnesota durant laquelle il a des moyennes de 3,5 points et 1,5 rebond par match. Le 25 juillet 2018, il signe avec les Hornets de Charlotte. Le 11 octobre 2018, Barford est libéré par les Hornets,. Le 22 octobre 2018, les Hornets ajoutent Barford dans son équipe affiliée de G-League, le Swarm de Greensboro.

## Vie privée
Jaylen est le fils de Lisa et Joe Curry.

## Palmarès
- First-team All-SEC (2018)

## Statistiques

### Universitaires
| Saison    | Équipe               | Matchs | Titul. | Min./m | % Tir | % 3pts | % LF | Rbds/m. | Pass/m. | Int/m. | Ctr/m. | Pts/m. |
| --------- | -------------------- | ------ | ------ | ------ | ----- | ------ | ---- | ------- | ------- | ------ | ------ | ------ |
| 2014-2015 | Motlow State CC (en) | 27     | 25     | 31,1   | 52,5  | 32,7   | 70,1 | 7,11    | 5,15    | 2,37   | 0,52   | 20,59  |
| 2015-2016 | Motlow State CC      | 32     | 32     | 28,6   | 58,8  | 35,5   | 78,0 | 7,16    | 4,66    | 2,75   | 0,59   | 26,16  |
| 2016-2017 | Arkansas             | 36     | 30     | 25,4   | 43,8  | 26,6   | 75,2 | 3,78    | 1,97    | 1,22   | 0,17   | 12,75  |
| 2017-2018 | Arkansas             | 35     | 35     | 31,3   | 47,0  | 43,1   | 72,1 | 3,91    | 2,54    | 1,00   | 0,29   | 17,94  |
| Total     | Total                | 71     | 65     | 28,3   | 45,5  | 37,3   | 73,5 | 3,85    | 2,25    | 1,11   | 0,23   | 15,31  |

### Professionnelles
| Saison    | Équipe     | Matchs | Titul. | Min./m | % Tir | % 3pts | % LF | Rbds/m. | Pass/m. | Int/m. | Ctr/m. | Pts/m. |
| --------- | ---------- | ------ | ------ | ------ | ----- | ------ | ---- | ------- | ------- | ------ | ------ | ------ |
| 2018-2019 | Greensboro | 47     | 18     | 25,1   | 44,4  | 34,2   | 78,6 | 3,89    | 1,34    | 1,13   | 0,11   | 17,79  |
| Total     | Total      | 47     | 18     | 25,1   | 44,4  | 34,2   | 78,6 | 3,89    | 1,34    | 1,13   | 0,11   | 17,79  |